# Thomas Ott

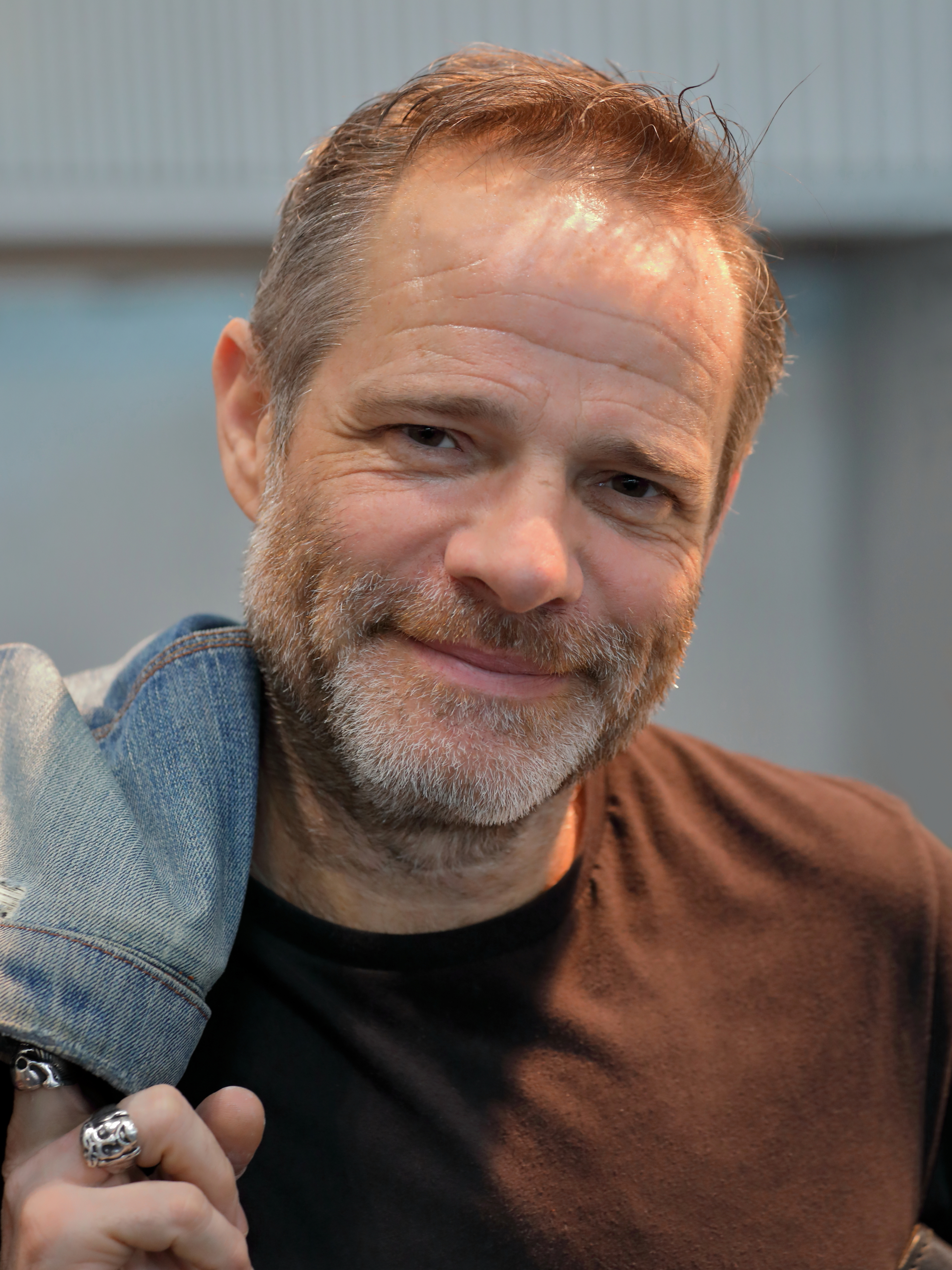
Thomas Ott en 2019

Thomas Ott (Zúrich, 10 de junio de 1966) es un historietista germano-suizo que suele realizar breves cómics de terror con la técnica de la carte-a-gratter (en castellano, tarjeta de raspar) y sin apenas texto.

## Biografía
Después de graduarse en la Escuela de Diseño de Zúrich en 1987, trabajó como dibujante en esta ciudad y en París. 
En 1989 publicó su primer álbum, Tales of Error, en Verlag bbb Edition Moderne, al cual seguirían otros tres en la misma editorial. 
En 1995 comenzó a trabajar para la revista de L'Association Lapin.
En 1996 ganó el Premio Max y Moritz en el Salón de la Historieta de Erlangen. 
Entre 1998 y 2001 estudió Cinematografía en la Universidad de Arte y Diseño (HGK) de Zúrich.
En su álbum de 2005 Panopticum vehícula ya las breves historias de que se compone a través de la niña que las visiona al activar las máquinas de una feria. Avanzando en este sentido, The Number 73304-23-4153-6-96-8 (2008) es una historia unitaria extensa en torno a la repetición sucesiva de esta combinación de números en la vida de su protagonista, lo que le permite prever lo que va a ocurrir.

## Obra
- Tales of Error, 1989, Verlag Edition Moderne. En español, fue serializada en la revista El Víbora de Ediciones La Cúpula;
- Phantom der Superheld, 1994, Verlag Edition Moderne
- Greetings from Hellville, 1995, Verlag Edition Moderne. Editado en España y Latinoamérica al año siguiente por Ediciones La Cúpula en la colección Brut Comix;
- Dead End, Verlag 1996, Edition Moderne. Editado en España y Latinoamérica ... y 1999 (2ª Edición) por Ediciones La Cúpula en la colección Brut Comix;
- La douane, 1996, L'Association
- La bête à cinq doigts, 1996, L'Association
- Exit, 1997, Delcourt
- La grande famiglia, 1997, L'Association
- Recuerdos de México, 2000, para L'Association au Mexique, L'Association, col. Eperluette
- t.o.t.t., 2002, Verlag Edition Moderne
- Cinema Panopticum, 2005, Verglag Edition Moderne
- The Number 73304-23-4153-6-96-8. Verglag Edition Moderne 2008. ISBN 1-56097-875-9